# Eleições parlamentares europeias de 2004 no distrito de Santarém
| Eleições parlamentares europeias de 2004 em Portugal Distritos: Aveiro \| Beja \| Braga \| Bragança \| Castelo Branco \| Coimbra \| Évora \| Faro \| Guarda \| Leiria \| Lisboa \| Portalegre \| Porto \| Santarém \| Setúbal \| Viana do Castelo \| Vila Real \| Viseu \| Açores \| Madeira \| Estrangeiro |

## Resultados por Concelho
Os resultados nos concelhos do Distrito de Santarém foram os seguintes:

### Abrantes
| Partido                 | Partido                                         | Votos  | %               | +/-  |
| ----------------------- | ----------------------------------------------- | ------ | --------------- | ---- |
|                         | Partido Socialista                              | 7 581  | 53,97 / 100,00  | 1,68 |
|                         | Força Portugal                                  | 3 310  | 23,56 / 100,00  | 4,93 |
|                         | Coligação Democrática Unitária                  | 1 107  | 7,88 / 100,00   | 1,76 |
|                         | Bloco de Esquerda                               | 762    | 5,42 / 100,00   | 3,62 |
|                         | Partido Comunista dos Trabalhadores Portugueses | 190    | 1,35 / 100,00   | 0,03 |
|                         | Outros                                          | 456    | 3,24 / 100,00   |      |
| Votos Inválidos         | Votos Inválidos                                 | 641    | 4,56 / 100,00   | 0,13 |
| Total                   | Total                                           | 14 047 | 100,00 / 100,00 |      |
| Eleitorado/Participação | Eleitorado/Participação                         | 37 924 | 37,04 / 100,00  | 2,64 |

### Alcanena
| Partido                 | Partido                                         | Votos  | %               | +/-  |
| ----------------------- | ----------------------------------------------- | ------ | --------------- | ---- |
|                         | Partido Socialista                              | 2 145  | 41,92 / 100,00  | 2,12 |
|                         | Força Portugal                                  | 1 721  | 33,63 / 100,00  | 4,42 |
|                         | Coligação Democrática Unitária                  | 472    | 9,22 / 100,00   | 1,35 |
|                         | Bloco de Esquerda                               | 217    | 4,24 / 100,00   | 3,18 |
|                         | Partido Comunista dos Trabalhadores Portugueses | 70     | 1,37 / 100,00   | 0,28 |
|                         | Outros                                          | 172    | 3,36 / 100,00   |      |
| Votos Inválidos         | Votos Inválidos                                 | 320    | 6,26 / 100,00   | 2,26 |
| Total                   | Total                                           | 5 117  | 100,00 / 100,00 |      |
| Eleitorado/Participação | Eleitorado/Participação                         | 12 537 | 40,82 / 100,00  | 3,60 |

### Almeirim
| Partido                 | Partido                                         | Votos  | %               | +/-  |
| ----------------------- | ----------------------------------------------- | ------ | --------------- | ---- |
|                         | Partido Socialista                              | 3 440  | 54,51 / 100,00  | 2,31 |
|                         | Força Portugal                                  | 1 410  | 22,34 / 100,00  | 2,02 |
|                         | Coligação Democrática Unitária                  | 747    | 11,84 / 100,00  | 0,56 |
|                         | Bloco de Esquerda                               | 251    | 3,98 / 100,00   | 2,79 |
|                         | Partido Comunista dos Trabalhadores Portugueses | 90     | 1,43 / 100,00   | 0,31 |
|                         | Outros                                          | 124    | 1,96 / 100,00   |      |
| Votos Inválidos         | Votos Inválidos                                 | 249    | 3,94 / 100,00   | 0,90 |
| Total                   | Total                                           | 6 311  | 100,00 / 100,00 |      |
| Eleitorado/Participação | Eleitorado/Participação                         | 18 709 | 33,73 / 100,00  | 1,80 |

### Alpiarça
| Partido                 | Partido                                         | Votos | %               | +/-  |
| ----------------------- | ----------------------------------------------- | ----- | --------------- | ---- |
|                         | Partido Socialista                              | 1 200 | 41,94 / 100,00  | 2,03 |
|                         | Coligação Democrática Unitária                  | 1 093 | 38,20 / 100,00  | 3,72 |
|                         | Força Portugal                                  | 288   | 10,07 / 100,00  | 1,57 |
|                         | Bloco de Esquerda                               | 88    | 3,08 / 100,00   | 1,77 |
|                         | Partido Comunista dos Trabalhadores Portugueses | 63    | 2,20 / 100,00   | 0,45 |
|                         | Outros                                          | 52    | 1,82 / 100,00   |      |
| Votos Inválidos         | Votos Inválidos                                 | 77    | 2,69 / 100,00   | 0,31 |
| Total                   | Total                                           | 2 861 | 100,00 / 100,00 |      |
| Eleitorado/Participação | Eleitorado/Participação                         | 6 567 | 43,57 / 100,00  | 0,89 |

### Benavente
| Partido                 | Partido                                         | Votos  | %               | +/-  |
| ----------------------- | ----------------------------------------------- | ------ | --------------- | ---- |
|                         | Partido Socialista                              | 2 467  | 42,90 / 100,00  | 3,80 |
|                         | Coligação Democrática Unitária                  | 1 275  | 22,17 / 100,00  | 3,67 |
|                         | Força Portugal                                  | 1 204  | 20,94 / 100,00  | 4,62 |
|                         | Bloco de Esquerda                               | 290    | 5,04 / 100,00   | 3,03 |
|                         | Partido Comunista dos Trabalhadores Portugueses | 133    | 2,31 / 100,00   | 0,11 |
|                         | Outros                                          | 165    | 2,87 / 100,00   |      |
| Votos Inválidos         | Votos Inválidos                                 | 217    | 3,77 / 100,00   | 0,13 |
| Total                   | Total                                           | 5 751  | 100,00 / 100,00 |      |
| Eleitorado/Participação | Eleitorado/Participação                         | 18 312 | 31,41 / 100,00  | 1,75 |

### Cartaxo
| Partido                 | Partido                                         | Votos  | %               | +/-  |
| ----------------------- | ----------------------------------------------- | ------ | --------------- | ---- |
|                         | Partido Socialista                              | 4 031  | 54,22 / 100,00  | 1,04 |
|                         | Força Portugal                                  | 1 614  | 21,71 / 100,00  | 3,53 |
|                         | Coligação Democrática Unitária                  | 778    | 10,46 / 100,00  | 0,70 |
|                         | Bloco de Esquerda                               | 363    | 4,88 / 100,00   | 3,59 |
|                         | Partido Comunista dos Trabalhadores Portugueses | 108    | 1,45 / 100,00   | 0,04 |
|                         | Outros                                          | 211    | 2,83 / 100,00   |      |
| Votos Inválidos         | Votos Inválidos                                 | 330    | 4,44 / 100,00   | 0,45 |
| Total                   | Total                                           | 7 435  | 100,00 / 100,00 |      |
| Eleitorado/Participação | Eleitorado/Participação                         | 19 496 | 38,14 / 100,00  | 1,74 |

### Chamusca
| Partido                 | Partido                                         | Votos | %               | +/-  |
| ----------------------- | ----------------------------------------------- | ----- | --------------- | ---- |
|                         | Partido Socialista                              | 1 826 | 50,44 / 100,00  | 0,19 |
|                         | Coligação Democrática Unitária                  | 712   | 19,67 / 100,00  | 0,19 |
|                         | Força Portugal                                  | 655   | 18,09 / 100,00  | 3,52 |
|                         | Bloco de Esquerda                               | 110   | 3,04 / 100,00   | 2,16 |
|                         | Partido Comunista dos Trabalhadores Portugueses | 96    | 2,65 / 100,00   | 0,57 |
|                         | Outros                                          | 100   | 2,77 / 100,00   |      |
| Votos Inválidos         | Votos Inválidos                                 | 121   | 3,34 / 100,00   | 0,11 |
| Total                   | Total                                           | 3 620 | 100,00 / 100,00 |      |
| Eleitorado/Participação | Eleitorado/Participação                         | 9 876 | 36,65 / 100,00  | 0,66 |

### Constância
| Partido                 | Partido                                         | Votos | %               | +/-  |
| ----------------------- | ----------------------------------------------- | ----- | --------------- | ---- |
|                         | Partido Socialista                              | 743   | 56,93 / 100,00  | 0,08 |
|                         | Força Portugal                                  | 227   | 17,39 / 100,00  | 4,56 |
|                         | Coligação Democrática Unitária                  | 183   | 14,02 / 100,00  | 2,01 |
|                         | Bloco de Esquerda                               | 37    | 2,84 / 100,00   | 2,10 |
|                         | Partido Comunista dos Trabalhadores Portugueses | 15    | 1,15 / 100,00   | 0,59 |
|                         | Outros                                          | 36    | 2,76 / 100,00   |      |
| Votos Inválidos         | Votos Inválidos                                 | 64    | 4,91 / 100,00   | 0,06 |
| Total                   | Total                                           | 1 305 | 100,00 / 100,00 |      |
| Eleitorado/Participação | Eleitorado/Participação                         | 3 261 | 40,02 / 100,00  | 6,15 |

### Coruche
| Partido                 | Partido                                         | Votos  | %               | +/-  |
| ----------------------- | ----------------------------------------------- | ------ | --------------- | ---- |
|                         | Partido Socialista                              | 3 183  | 44,46 / 100,00  | 3,61 |
|                         | Coligação Democrática Unitária                  | 2 074  | 28,97 / 100,00  | 0,93 |
|                         | Força Portugal                                  | 1 248  | 17,43 / 100,00  | 4,48 |
|                         | Bloco de Esquerda                               | 172    | 2,40 / 100,00   | 1,59 |
|                         | Partido Comunista dos Trabalhadores Portugueses | 144    | 2,01 / 100,00   | 0,04 |
|                         | Outros                                          | 146    | 2,04 / 100,00   |      |
| Votos Inválidos         | Votos Inválidos                                 | 193    | 2,70 / 100,00   | 0,55 |
| Total                   | Total                                           | 7 160  | 100,00 / 100,00 |      |
| Eleitorado/Participação | Eleitorado/Participação                         | 19 320 | 37,06 / 100,00  | 0,45 |

### Entroncamento
| Partido                 | Partido                                         | Votos  | %               | +/-  |
| ----------------------- | ----------------------------------------------- | ------ | --------------- | ---- |
|                         | Partido Socialista                              | 3 005  | 48,41 / 100,00  | 1,90 |
|                         | Força Portugal                                  | 1 475  | 23,76 / 100,00  | 4,80 |
|                         | Coligação Democrática Unitária                  | 598    | 9,63 / 100,00   | 2,61 |
|                         | Bloco de Esquerda                               | 585    | 9,42 / 100,00   | 6,39 |
|                         | Partido Comunista dos Trabalhadores Portugueses | 71     | 1,14 / 100,00   | 0,08 |
|                         | Outros                                          | 186    | 2,99 / 100,00   |      |
| Votos Inválidos         | Votos Inválidos                                 | 287    | 4,62 / 100,00   | 2,50 |
| Total                   | Total                                           | 6 207  | 100,00 / 100,00 |      |
| Eleitorado/Participação | Eleitorado/Participação                         | 15 462 | 40,14 / 100,00  | 3,75 |

### Ferreira do Zêzere
| Partido                 | Partido                                         | Votos | %               | +/-  |
| ----------------------- | ----------------------------------------------- | ----- | --------------- | ---- |
|                         | Força Portugal                                  | 1 574 | 48,54 / 100,00  | 9,29 |
|                         | Partido Socialista                              | 1 196 | 36,88 / 100,00  | 4,50 |
|                         | Bloco de Esquerda                               | 59    | 1,82 / 100,00   | 1,37 |
|                         | Coligação Democrática Unitária                  | 48    | 1,48 / 100,00   | 0,33 |
|                         | Partido Comunista dos Trabalhadores Portugueses | 33    | 1,02 / 100,00   | 0,48 |
|                         | Partido da Nova Democracia                      | 33    | 1,02 / 100,00   | Novo |
|                         | Outros                                          | 121   | 3,73 / 100,00   |      |
| Votos Inválidos         | Votos Inválidos                                 | 179   | 5,42 / 100,00   | 0,75 |
| Total                   | Total                                           | 3 243 | 100,00 / 100,00 |      |
| Eleitorado/Participação | Eleitorado/Participação                         | 8 103 | 40,02 / 100,00  | 1,34 |

### Golegã
| Partido                 | Partido                                         | Votos | %               | +/-  |
| ----------------------- | ----------------------------------------------- | ----- | --------------- | ---- |
|                         | Partido Socialista                              | 779   | 47,85 / 100,00  | 1,42 |
|                         | Força Portugal                                  | 372   | 22,85 / 100,00  | 3,35 |
|                         | Coligação Democrática Unitária                  | 266   | 16,34 / 100,00  | 1,38 |
|                         | Bloco de Esquerda                               | 53    | 3,26 / 100,00   | 2,72 |
|                         | Partido Comunista dos Trabalhadores Portugueses | 36    | 2,21 / 100,00   | 0,70 |
|                         | Outros                                          | 54    | 3,30 / 100,00   |      |
| Votos Inválidos         | Votos Inválidos                                 | 68    | 4,18 / 100,00   | 0,73 |
| Total                   | Total                                           | 1 628 | 100,00 / 100,00 |      |
| Eleitorado/Participação | Eleitorado/Participação                         | 4 738 | 34,36 / 100,00  | 3,85 |

### Mação
| Partido                 | Partido                        | Votos | %               | +/-  |
| ----------------------- | ------------------------------ | ----- | --------------- | ---- |
|                         | Força Portugal                 | 1 909 | 44,52 / 100,00  | 4,11 |
|                         | Partido Socialista             | 1 676 | 39,09 / 100,00  | 0,47 |
|                         | Coligação Democrática Unitária | 150   | 3,50 / 100,00   | 0,10 |
|                         | Bloco de Esquerda              | 96    | 2,24 / 100,00   | 1,50 |
|                         | Partido da Nova Democracia     | 47    | 1,10 / 100,00   | Novo |
|                         | Outros                         | 179   | 4,18 / 100,00   |      |
| Votos Inválidos         | Votos Inválidos                | 231   | 5,39 / 100,00   | 1,09 |
| Total                   | Total                          | 4 288 | 100,00 / 100,00 |      |
| Eleitorado/Participação | Eleitorado/Participação        | 8 108 | 52,89 / 100,00  | 2,59 |

### Ourém
| Partido                 | Partido                        | Votos  | %               | +/-  |
| ----------------------- | ------------------------------ | ------ | --------------- | ---- |
|                         | Força Portugal                 | 9 203  | 63,62 / 100,00  | 4,32 |
|                         | Partido Socialista             | 3 057  | 21,13 / 100,00  | 2,93 |
|                         | Coligação Democrática Unitária | 539    | 3,73 / 100,00   | 0,79 |
|                         | Bloco de Esquerda              | 327    | 2,26 / 100,00   | 1,70 |
|                         | Partido da Nova Democracia     | 152    | 1,05 / 100,00   | Novo |
|                         | Outros                         | 438    | 3,03 / 100,00   |      |
| Votos Inválidos         | Votos Inválidos                | 749    | 5,18 / 100,00   | 2,24 |
| Total                   | Total                          | 14 465 | 100,00 / 100,00 |      |
| Eleitorado/Participação | Eleitorado/Participação        | 37 420 | 38,66 / 100,00  | 4,00 |

### Rio Maior
| Partido                 | Partido                                         | Votos  | %               | +/-  |
| ----------------------- | ----------------------------------------------- | ------ | --------------- | ---- |
|                         | Força Portugal                                  | 2 700  | 41,58 / 100,00  | 7,03 |
|                         | Partido Socialista                              | 2 653  | 40,85 / 100,00  | 1,05 |
|                         | Coligação Democrática Unitária                  | 230    | 3,54 / 100,00   | 0,87 |
|                         | Bloco de Esquerda                               | 196    | 3,02 / 100,00   | 2,15 |
|                         | Partido Comunista dos Trabalhadores Portugueses | 70     | 1,08 / 100,00   | 0,58 |
|                         | Outros                                          | 226    | 3,49 / 100,00   |      |
| Votos Inválidos         | Votos Inválidos                                 | 419    | 6,45 / 100,00   | 2,18 |
| Total                   | Total                                           | 6 494  | 100,00 / 100,00 |      |
| Eleitorado/Participação | Eleitorado/Participação                         | 17 763 | 36,56 / 100,00  | 1,91 |

### Salvaterra de Magos
| Partido                 | Partido                                         | Votos  | %               | +/-  |
| ----------------------- | ----------------------------------------------- | ------ | --------------- | ---- |
|                         | Partido Socialista                              | 2 334  | 51,64 / 100,00  | 0,06 |
|                         | Força Portugal                                  | 946    | 20,93 / 100,00  | 3,66 |
|                         | Coligação Democrática Unitária                  | 586    | 12,96 / 100,00  | 2,89 |
|                         | Bloco de Esquerda                               | 294    | 6,50 / 100,00   | 5,37 |
|                         | Partido Comunista dos Trabalhadores Portugueses | 67     | 1,48 / 100,00   | 0,32 |
|                         | Outros                                          | 128    | 2,83 / 100,00   |      |
| Votos Inválidos         | Votos Inválidos                                 | 165    | 3,65 / 100,00   | 0,53 |
| Total                   | Total                                           | 4 520  | 100,00 / 100,00 |      |
| Eleitorado/Participação | Eleitorado/Participação                         | 16 786 | 26,93 / 100,00  | 1,27 |

### Santarém
| Partido                 | Partido                                         | Votos  | %               | +/-  |
| ----------------------- | ----------------------------------------------- | ------ | --------------- | ---- |
|                         | Partido Socialista                              | 9 778  | 47,50 / 100,00  | 0,81 |
|                         | Força Portugal                                  | 5 931  | 28,81 / 100,00  | 4,38 |
|                         | Coligação Democrática Unitária                  | 2 146  | 10,43 / 100,00  | 0,23 |
|                         | Bloco de Esquerda                               | 977    | 4,75 / 100,00   | 2,81 |
|                         | Partido Comunista dos Trabalhadores Portugueses | 266    | 1,29 / 100,00   | 0,39 |
|                         | Outros                                          | 635    | 3,10 / 100,00   |      |
| Votos Inválidos         | Votos Inválidos                                 | 852    | 4,14 / 100,00   | 0,42 |
| Total                   | Total                                           | 20 585 | 100,00 / 100,00 |      |
| Eleitorado/Participação | Eleitorado/Participação                         | 52 887 | 38,92 / 100,00  | 2,39 |

### Sardoal
| Partido                 | Partido                                         | Votos | %               | +/-  |
| ----------------------- | ----------------------------------------------- | ----- | --------------- | ---- |
|                         | Partido Socialista                              | 844   | 43,80 / 100,00  | 1,48 |
|                         | Força Portugal                                  | 723   | 37,52 / 100,00  | 9,27 |
|                         | Bloco de Esquerda                               | 76    | 3,94 / 100,00   | 3,11 |
|                         | Coligação Democrática Unitária                  | 47    | 2,44 / 100,00   | 0,77 |
|                         | Partido Comunista dos Trabalhadores Portugueses | 23    | 1,19 / 100,00   | 0,41 |
|                         | Partido da Nova Democracia                      | 20    | 1,04 / 100,00   | Novo |
|                         | Partido Humanista                               | 20    | 1,04 / 100,00   | Novo |
|                         | Outros                                          | 41    | 2,14 / 100,00   |      |
| Votos Inválidos         | Votos Inválidos                                 | 133   | 6,90 / 100,00   | 2,28 |
| Total                   | Total                                           | 1 927 | 100,00 / 100,00 |      |
| Eleitorado/Participação | Eleitorado/Participação                         | 3 724 | 51,75 / 100,00  | 2,21 |

### Tomar
| Partido                 | Partido                                         | Votos  | %               | +/-  |
| ----------------------- | ----------------------------------------------- | ------ | --------------- | ---- |
|                         | Partido Socialista                              | 6 433  | 43,36 / 100,00  | 0,43 |
|                         | Força Portugal                                  | 5 346  | 36,04 / 100,00  | 6,75 |
|                         | Coligação Democrática Unitária                  | 782    | 5,27 / 100,00   | 0,53 |
|                         | Bloco de Esquerda                               | 728    | 4,91 / 100,00   | 3,31 |
|                         | Partido da Nova Democracia                      | 183    | 1,23 / 100,00   | Novo |
|                         | Partido Comunista dos Trabalhadores Portugueses | 153    | 1,03 / 100,00   | 0,35 |
|                         | Outros                                          | 354    | 2,39 / 100,00   |      |
| Votos Inválidos         | Votos Inválidos                                 | 856    | 5,77 / 100,00   | 1,08 |
| Total                   | Total                                           | 14 835 | 100,00 / 100,00 |      |
| Eleitorado/Participação | Eleitorado/Participação                         | 38 879 | 38,16 / 100,00  | 2,19 |

### Torres Novas
| Partido                 | Partido                                         | Votos  | %               | +/-  |
| ----------------------- | ----------------------------------------------- | ------ | --------------- | ---- |
|                         | Partido Socialista                              | 6 222  | 48,28 / 100,00  | 0,53 |
|                         | Força Portugal                                  | 3 548  | 27,53 / 100,00  | 5,28 |
|                         | Coligação Democrática Unitária                  | 1 224  | 9,50 / 100,00   | 0,85 |
|                         | Bloco de Esquerda                               | 774    | 6,01 / 100,00   | 3,70 |
|                         | Partido Comunista dos Trabalhadores Portugueses | 178    | 1,38 / 100,00   | 0,27 |
|                         | Outros                                          | 384    | 2,98 / 100,00   |      |
| Votos Inválidos         | Votos Inválidos                                 | 556    | 4,31 / 100,00   | 0,23 |
| Total                   | Total                                           | 12 886 | 100,00 / 100,00 |      |
| Eleitorado/Participação | Eleitorado/Participação                         | 31 533 | 40,87 / 100,00  | 2,43 |

### Vila Nova da Barquinha
| Partido                 | Partido                                         | Votos | %               | +/-  |
| ----------------------- | ----------------------------------------------- | ----- | --------------- | ---- |
|                         | Partido Socialista                              | 1 358 | 52,88 / 100,00  | 0,09 |
|                         | Força Portugal                                  | 618   | 24,07 / 100,00  | 3,07 |
|                         | Coligação Democrática Unitária                  | 252   | 9,81 / 100,00   | 1,21 |
|                         | Bloco de Esquerda                               | 148   | 5,76 / 100,00   | 4,15 |
|                         | Partido Comunista dos Trabalhadores Portugueses | 36    | 1,40 / 100,00   | 0,12 |
|                         | Outros                                          | 52    | 2,02 / 100,00   |      |
| Votos Inválidos         | Votos Inválidos                                 | 104   | 4,05 / 100,00   | 0,84 |
| Total                   | Total                                           | 2 568 | 100,00 / 100,00 |      |
| Eleitorado/Participação | Eleitorado/Participação                         | 6 500 | 39,51 / 100,00  | 2,39 |